# Fernandópolis
Fernandópolis, amtlich portugiesisch Município de Fernandópolis, ist eine Gemeinde im Nordwesten des brasilianischen Bundesstaates São Paulo. Die Bevölkerungszahl wurde zum 1. Juli 2021 auf 69.680  Einwohner geschätzt, die auf einer Gemeindefläche von rund 549,8 km² leben und Fernandopolenser (fernandopolenses) genannt werden. Die Bevölkerungsdichte beträgt 118 Personen pro km². Sie steht an 104. Stelle der 645 Munizips des Bundesstaates und ist 554 km nordwestlich von der Hauptstadt São Paulo entfernt, erreichbar über die Landesstraßen SP-320, SP-527 und
SP-543.

## Geographie
Umliegende Gemeinden sind Macedônia, Pedranópolis, Meridiano, São João das Duas Pontes, Guarani d’Oeste, São João de Iracema und Estrela d’Oeste.

## Klima
Die Gemeinde hat tropisches Klima, Aw nach der Klimaklassifikation nach Köppen und Geiger. Die Durchschnittstemperatur ist 22,3 °C. Die durchschnittliche Niederschlagsmenge liegt bei 1235 mm im Jahr, der Südsommer ist niederschlagsreicher als der Südwinter.

## Geschichte
Die Gemeinde wurde 1944 durch Landesgesetz gegründet.

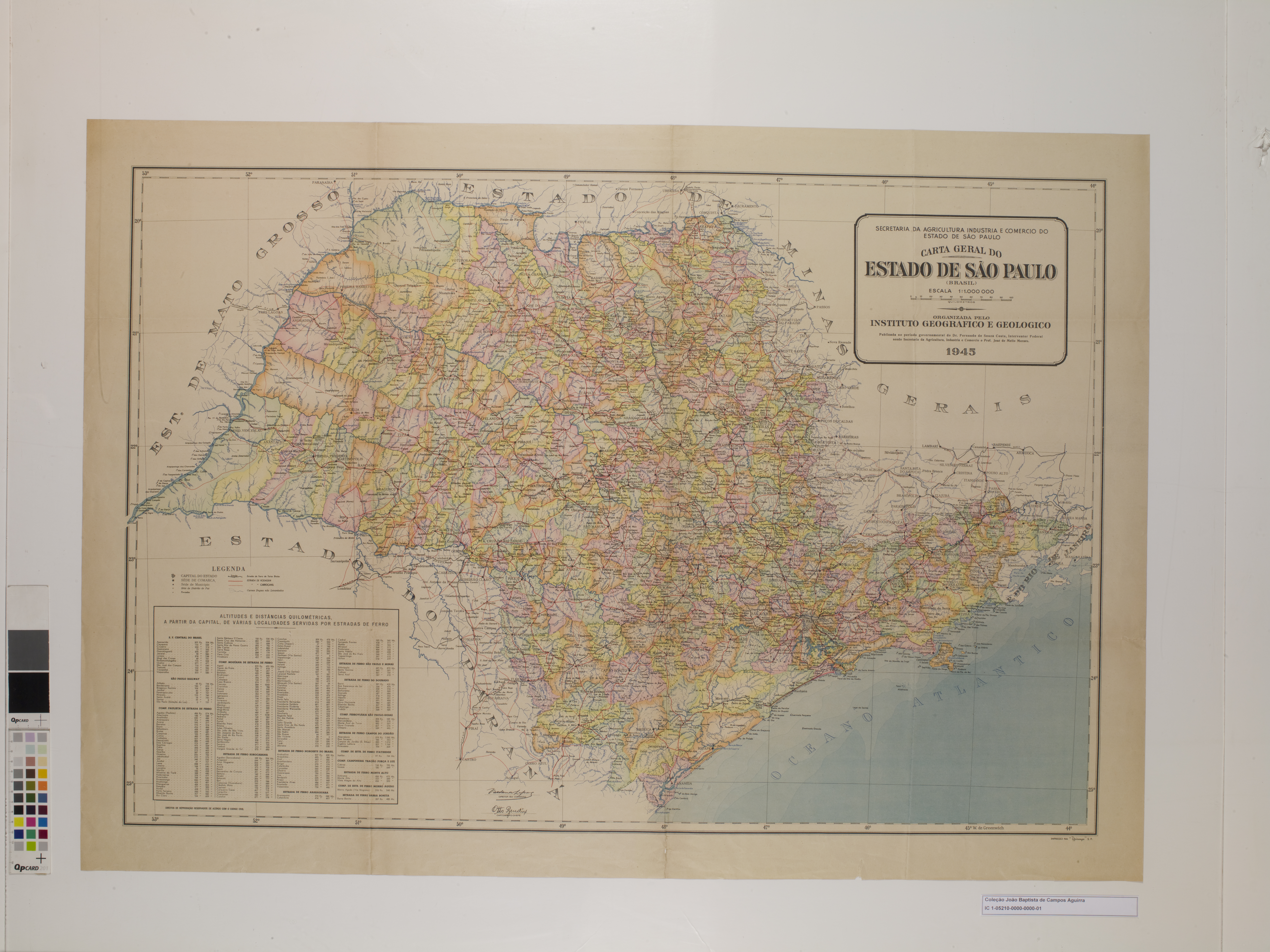
Karte des Bundesstaates São Paulo (1944).

## Bevölkerungsentwicklung
| Jahr | Einwohner | Stadt  | Land  |
| --- | --------- | ------ | ----- |
| 1991 | 56.144    | 52.022 | 4.122 |
| 2000 | 61.647    | 59.143 | 2.504 |
| 2010 | 64.696    | 62.714 | 1.986 |
| 2021 | 69.680    |        |       |
| Hier fehlt eine Grafik, die leider im Moment aus technischen Gründen nicht angezeigt werden kann. Wir arbeiten daran! |           |        |       |

Quelle: IBGE (2011)

## Durchschnittseinkommen und Lebensstandard
Das monatliche Durchschnittseinkommen betrug 2017 den Faktor 2,1 des brasilianischen Mindestlohns (Salário mínimo) von R$ 880,00 (umgerechnet für 2019: rund 418 €). Der Index der menschlichen Entwicklung (HDI) ist mit 0,797 für 2010 als hoch eingestuft.
Das Bruttosozialprodukt pro Kopf betrug 2019 31.841,68 R$.

## Söhne und Töchter der Stadt
- Argemiro de Azevedo (* 1952), Bischof von Assis
- Otair Nicoletti (* 1962), römisch-katholischer Geistlicher und Bischof von Coxim
- Weligton (* 1979), Fußballspieler
- João Paulo Sales de Souza (* 1988), Fußballspieler
- Johnathan Aparecido da Silva (* 1990), Fußballspieler

## Religion
Das christentum ist in der Stadt wie folgt vertreten:

### Römisch-katholische Kirche
Die römisch-katholische Gemeinde ist Teil des Bistums Jales.

### Protestantische Kirche
In der Stadt gibt es die unterschiedlichsten evangelischen Glaubensrichtungen, hauptsächlich Pfingstler, darunter die brasilianischen Assemblies of God, die Christliche Kongregationalistische Kirche in Brasilien, und andere.